# Concierto por la vida (álbum)
Concierto por la vida es el segundo álbum en vivo de Rubén Rada. Fue grabado en 1993 en el Palacio Peñarol de Montevideo.

## Historia
Rada estaba radicado en México cuando lo invitaron a tocar en el Concierto por la vida, un concierto por las personas VIH-positivos. El público uruguayo no estaba familiarizado con las últimas canciones de Rada, sin embargo, el recital funcionó, a pesar, también, de que el Palacio Peñarol no es un espacio apropiado para espectáculos musicales y la banda tuvo problemas con el sonido durante la actuación.
Las ganancias del CD fueron donadas a la lucha contra el sida del Ministerio de Salud Pública.
“Candombe pal Fatto” figura en la información impresa en el disco como “Candombe para Juana”. Es una canción del disco La Rada (1981), que también había sido incluida en su primer álbum en vivo La cosa se pone negra (1983).
“Melanco” y “La rutina mata” pertenecen al disco Terapia de murga (1991). En “La rutina mata” Rada hace un dúo vocal con Laura Canoura, en la versión original de estudio el dúo es con Julia Zenko. Matías es un tema dedicado a su hijo, que formó parte del disco Siete vidas (como "Matías, el nuevo embajador") y que en esta ocasión cierra el álbum en una versión de catorce minutos.
Antes de “Candombe para Gardel” Rada interpreta el tango “El día que me quieras” acompañado por Hugo Fattoruso. Ambos volverían a versionar el tango para el disco de Rada Montevideo (1996).
En el concierto, la batería (bombo, redoblante y platillo) de la murga Contrafarsa tocó en “Terapia de murga”, tema no incluido en el disco.
En el libro Rada el concierto está fechado el 9 de julio de 1993. En la información impresa en el CD, el 9 de octubre de 1993.
Concierto por la vida fue editado en 1994 por el sello Orfeo.

## Lista de canciones
1. Candombe para Bob Marley (Rada)
2. Candombe para Figari / Mandanga Dance / Candombe para Juana (Rada)
3. Melanco (Rada / Nolé)
4. La rutina mata (dúo con Laura Canoura) (Rada)
5. El día que me quieras (Gardel - Le Pera)
6. Candombe para Gardel (Rada)
7. Botija de mi país (Rada)
8. Matías (Rada)

## Ficha técnica
Los músicos que participaron en el evento fueron: Hugo Fattoruso / Fernando Cabrera / Chichito Cabral / Urbano Moraes / Jorge Schellemberg / Alejandro Martínez / Omar Sanz / Sandra Arcieri / Santiago Ameijenda / Ricardo Nolé / Lito Epumer
Técnicos de grabación: Jorge Iglesias, Amílcar Rodríguez, Carlos Batista y Daniel Blanco
Mezclado por Daniel Blanco
Masterizado digital: Miguel Sarli en El Estudio Montevideo
Arte y diseño: Hugo Baratta
Fotografía: Fernando Peña
Producción de Alfonso Carbone para el sello Orfeo